# 알파 로메오 F1
이탈리아의 자동자 브랜드인 알파 로메오는 그동안 다양한 방식으로 포뮬러 원에 참가해왔다. 1950년부터 1987년까지 컨스트럭터이자 엔진 공급사로 참가했었고 이후 2015년부터 2023년까지 후원사 형식으로 참가했었다. 알파 로메오는 포뮬러 원의 창립 멤버이자 초대 챔피언이며 주세페 파리나, 후안 마누엘 판히오 등 2명의 월드 드라이버 챔피언을 배출했다.

## 같이 보기
- 킥 (서비스)